# CY塞尔吉-巴黎大学
CY塞尔吉-巴黎大学（法語：CY Cergy Paris Université）是法国法兰西岛的一所公立大学，根据法案于2020年1月1日正式成立。学校由原塞尔吉-蓬图瓦兹大学、国际信息处理科学学校组成。改革也产生了CY联盟，由上述两所学校和巴黎-塞纳大学(院校共同体)三所教育机构的全体成员院校组成。

## 校名由来
“CY”取自大学所在地塞尔吉(Cergy)字母拼写的首尾，与英语see why同音。
校名取首尾字母，这样的形式也象征着学校所在地，塞尔吉-蓬图瓦兹附近的塞纳河和瓦兹河形成的环，表达一种循环且增长的态度。
和法国大部分学校保守的理念不同，学校注重通过文创产品宣传本校文化。在橡木校区大堂设有校园文创产品的展览和售卖店铺，每年学校都会选定学生作为校园大使，推广和销售印有学校LOGO的文创产品。

## 历任校长
- Laurent Gatineau，2023年至今
- François Germinet，2012年-2023年
- Françoise Moulin-Civil，2008年-2012年
- Thierry Coulhon，2004年-2008年
- René Lasserre，1999年-2004年
- Bernard Raoult，1991年-1994年

## 历史
1960年代，担任塞尔吉新城发展总设计师的伯纳德·赫希(Bernard Hirsch)计划在新城建立一所大学，但计划受制于当时塞尔吉和巴黎的距离，以及不便的交通状况而搁置。直到1980年代，通往法兰西岛各城市的通勤网络建成通车，巴黎中心的人口增长，学生数量急剧增加，巴黎大学开始建立多个分校区来缓解压力，同时法国高等教育部和法国政府也出台了扩建新大学的“大学2000”计划。
学校的前身是巴黎第十大学开设的分部，1989年，在阿夫赖城开设了一所大学技术学院(IUT)，1990年，该部门随同一支来自巴黎第十一大学的教育团队搬迁至位于塞尔吉的国立高等应用电子学院。
1991年7月22日，教育部签署了大学成立的法令，塞尔吉-蓬图瓦兹大学正式建立，这也是瓦兹河谷省(95)的唯一一所公立大学。
2012年，学校与法兰西岛西部的几所高等院校共同成立了巴黎塞纳大学联盟。
2016年，在巴黎-塞纳大学院校共同体成立之后，联盟中的塞尔吉-蓬图瓦兹大学、国际信息处理科学学院有意合并，并与高等经济商业学院合作，成立一个大型联盟，使得同一个地区的公立高等院校可以进行深度交互。
2018年6月，关于CY联盟的提案被广泛通过，学校向在校学生和教职工发布了关于形象的意见征询和校园文化投票。
2019年10月28日，根据官方公布的法案，塞尔吉-蓬图瓦兹大学(UCP)、国际信息处理科学学校(EISTI)将不复存在，同时高等体育学院（ILEPS）和社会服务实践学院（EPSS）也将并入新建立的公立大学，使用CY塞尔吉-巴黎大学的名义进行教学活动。巴黎-塞纳大学院校共同体也将进行升级，在保留全部成员院校的前提下，更名为CY大学联盟。原先在的法国教育卓越计划中的定名也改为CY计划。学校在泰晤士报2019年的新锐大学排名中位列全球Top300。
2019年11月6日，校长François Germinet发表声明，宣布CY塞尔吉-巴黎大学将从2020年1月1日起正式开始教学活动。
2020年1月1日，学校正式更名为CY塞尔吉-巴黎大学，并更改Logo。
2020年10月，学校下属的CY设计学院成立。这是法国公立大学开设的首个艺术设计学院。

## CY 联盟成员

##### 更名后不复存在，以CY 塞尔吉-巴黎大学名义进行办学和颁发文凭
- 塞尔吉-蓬图瓦兹大学 Université de Cergy-Pontoise（UCP）
- 国际信息处理科学学院 École Internationale des Sciences du Traitement de l'Information（EISTI）
- 高等体育学院 Institut libre d'éducation physique supérieur（ILEPS）
- 社会服务实践学院 École Pratique de Service Social（EPSS）

##### CY 联盟成员，但颁发独立文凭
- 高等经济商业学院ESSEC
- 国立高等应用电子学院 ENSEA
- 国家香水化妆品食用香料高等研究院 ISIPCA
- 凡尔赛国立高等建筑学校 ENSA-V
- 凡尔赛国立高等景观学校 ENSP-V
- 巴黎-塞尔吉国立高等艺术学校 ENSAPC
- 巴黎高等物理学院 SUPMECA
- 工业生物学校 EBI
- 电力及工业生产学校 ECAM-EPMI
- 信息管理学院 ITESCIA
- 国际农业发展工程师学校 ISTOM

## 校区
CY塞尔吉-巴黎大学目前共有12个校区，其中塞尔吉橡木校区(Site des Chênes)、蓬图瓦兹圣马丁校区(Site de Saint-Martin)和瓦兹河畔纳维尔(Site de Neuville-sur-Oise)三处为主校区。
在成立初期，CY塞尔吉-巴黎大学的前身，塞尔吉-蓬图瓦兹大学没有自己的校舍，在1992年3月，学校在塞尔吉-圣克里斯托弗购入了一座办公楼，供科研机构和教学使用。同年10月，位于塞尔吉市中心附近的橡木校区(Site des Chênes)竣工，供文学院、经济学院和法学院教学使用。
1994年，位于塞尔吉和蓬图瓦兹交界处的圣马丁校区(Site de Saint-Martin)竣工，作为理工学院投入使用。
1995年，位于瓦兹河畔纳维尔的校区开放，作为大学技术学院(IUT)和专业大学学院（IUP）的授课地点。
除此之外，EISTI、ILEPS、EPSS三所并入的学院亦拥有各自校区。

## 院系

### 本科生院
学校设有为唯一的本科生院 CY SUP。

### 研究生院
- CY 人文学院（CY Arts et Humanités，以原塞尔吉-蓬图瓦兹大学的人文社科学院为主，与ENSAPC，ENSAV，ENSP以及INP等专科学校合作）
- CY 教育学院（CY Education，以原塞尔吉-蓬图瓦兹大学的教育学院，原EPSS和ILEPS两个本地学院组成）
- CY 法律和社科学院（CY Droit et Science Politique，以原塞尔吉-蓬图瓦兹大学的法学院为主）
- CY Tech （新成立的大学校，主要由原EISTI法国国际信息处理科学学院，原塞尔吉-蓬图瓦兹大学的理学院组成）

### 合作学院
- ESSEC 高等经济商业学院（ESSEC为CY联盟成员院校，与CY联盟为非从属的紧密合作关系，即介入CY联盟的管理，与研究生院有合作授课项目。但独立办学，独立管理，颁发独立文凭）

### 图书馆
学校的图书馆系统包括了学区内六个图书馆，总共有1,438个座位，藏书共211,144册，占地共计11,988平方米，年出席量约60万人。
主馆Hirsch图书馆不在校区内，位于塞尔吉市中心，占地6,000平方米。共有700个座位；
橡木图书馆(Chênes)位于橡木校区B栋的二层，有2,800平方米，约250个座位；
圣马丁校区图书馆(Saint-Martin)有1,400平方米，约178个座位；
纳维尔校区图书馆(Neuville)有1,000平方米，约205座位；
除此之外，大学还在阿让特伊(Argenteuil)和圣克里斯托弗(Saint-Christophe)的大学技术学院(IUT)设有两个小型图书馆。

## 教学与研究

### 教学
截止2010年，学校设有41种学士学位、35种职业学士学位、19种大学文凭、100种硕士文凭和7种大学技术文凭。

### 国际间交流
截止2011年，学校与国内国外共计178所大学建立了248个正在进行的合作伙伴关系。
CY塞尔吉-巴黎大学参与ERASMUS伊拉斯谟计划及加拿大魁北克省的交换生计划。
CY塞尔吉-巴黎大学还与中国西北大学有文化-遗产-旅游联合硕士学位合作；与浙江科技大学有土木工程双学位合作项目。CY Tech还参与法国高教署的国际学生计划，在包括中国的全球范围内招募学生。
2019年初，CY塞尔吉-巴黎大学与比利时布鲁塞尔自由大学、瑞典哥德堡大学、斯洛文尼亚卢布尔雅纳大学、英国华威大学、西班牙彭佩法布拉大学等共10所院校组成EUTOPIA联盟，该联盟旨在通过深度协作活动，促进区域内学术交流。

## 排名
| 年份 | U.S. News 世界/法国 | ARWU 世界/法国 | QS 世界/法国 | CWUR 世界/法国 | THE 世界/法国 |
| ---- | ------------------- | -------------- | ------------ | -------------- | ------------- |
| 2020 |                     |                |              | 1308/62        |               |
| 2021 | 1372/66             |                |              | 1371/60        |               |
| 2022 |                     |                | 801-1000     | 1582/65        | 601-800       |
| 2023 |                     |                | 751-800      |                | 800-1000      |

## 未来战略
学校计划在正式更名后进行部分校区的更新和扩容，CY Tech学院预计将在2024年前后增加4000名工程师学生。学校希望在2030-2040年期间完成注册人数超过40000的目标。